# Mike McDonnell
Mike McDonnell (* 15. Januar 1966 in Omaha) ist ein US-amerikanischer Politiker und Gewerkschaftsführer aus Nebraska (bis 2024 Demokraten, seither Republikaner). Er vertritt als Abgeordneter seit 2017 bis 2025 den 5. Wahlbezirk im Parlament Nebraskas.

## Leben
McDonnell schloss 1984 seine schulische Ausbildung an der Daniel J. Gross High School ab. Er studierte dann an der University of Nebraska at Omaha Criminal Justice. Nachdem er 1992 dieses Studium mit dem Grad eines Bachelor abgeschlossen hatte, ergänzte Mike McDonnell diese Ausbildung 1996 mit einer Zusatzqualifikation in Feuerwehrtechnologie. 2014 erlangte er an der Bellevue University den Grad eines Master of Public Administration (M.P.A.).
Beruflich war er als Feuerwehrmann tätig und stieg bis zum Rang eines Chief der Feuerwehr Omahas auf und lehrte als Dozent am University of Nebraska at Omaha William Brennan Institute for Labor Studies. Als Gewerkschaftsmitglied wurde McDonnell Präsident der Omaha Federation of Labor in der American Federation of Labor and Congress of Industrial Organizations.
Er ist seit 1993 verheiratet. Aus der Ehe ging ein Sohn hervor.

## Politik
2016 wurde Mike McDonnell für den 5. Wahlbezirk in das Einkammerparlament Nebraskas gewählt, nachdem sein Vorgänger Heath Mello wegen Amtszeitbegrenzungen nicht antreten konnte. 2020 wurde er wiedergewählt.
2023 stimmte McDonnell entgegen seinen demokratischen Parteifreunde für die Gesetze LB 574, mit dem Geschlechtsumwandlungen für Minderjährige eingeschränkt wurde, und LB 575, mit dem Schwangerschaftsabbrüche eingeschränkt wurden.
Anfang 2024 entzog die Demokratische Partei im Douglas County ihm für die Unterstützung dieser Gesetze jedwede Unterstützung.
Im März 2024 rügte die Demokratische Partei offiziell McDonnell für sein Zustimmung zu LB 574 und LB 575. Anfang April 2024 trat Mike McDonnell nach vierzigjähriger Parteimitgliedschaft aus der Demokratischen Partei aus und in die Republikanische Partei ein. Er begründete den Übertritt mit seinem katholischen Glauben und der damit zusammenhängenden Ablehnung von Abtreibungen. Republikaner erlangten hierdurch die zur Überwindung des Filibusters notwendige Mehrheit.
Nachdem durch seinen Übertritt eine filibustersichere Mehrheit bestand, erklärte Gouverneur Jim Pillen, dass er eine Sondersitzung des nebraskaer Parlaments vor der Präsidentenwahl 2024 einberufen wolle, falls sich für eine Wahlrechtsänderung genug Abgeordnete für eine filibustersichere Mehrheit finden würden. US-Senator Lindsey Graham und die zwei Senatoren und die drei Abgeordneten im Repräsentantenhaus, die Nebraska in Washington vertreten, setzten sich hierfür ein. Die Änderung hätte alle Stimmen des Bundesstaates im Electoral College dem Gewinner der Mehrheit in dem roten Nebraska zugesprochen, statt wie bisher die Stimmen nach Mehrheiten in Kongresswahldistrikten aufzuteilen. Die eine erwartete Stimme für die demokratische Kandidatin Kamala Harris würde, falls sie nur die Swing States Michigan, Pennsylvania und Wisconsin gewänne, ihr eine knappe Einstimmenmehrheit im Wahlgremium verschaffen. Am 23. September 2024 erklärte Mike McDonnell, dass es nur noch 43 Tage bis zur Wahl seien. Er sei gegen eine Änderung so kurz vor der Wahl. Der Versuch, das Wahlrecht zu ändern, endete damit. Donald Trump griff daraufhin McDonnell auf Truth Social persönlich an.